# Salomon de Caus

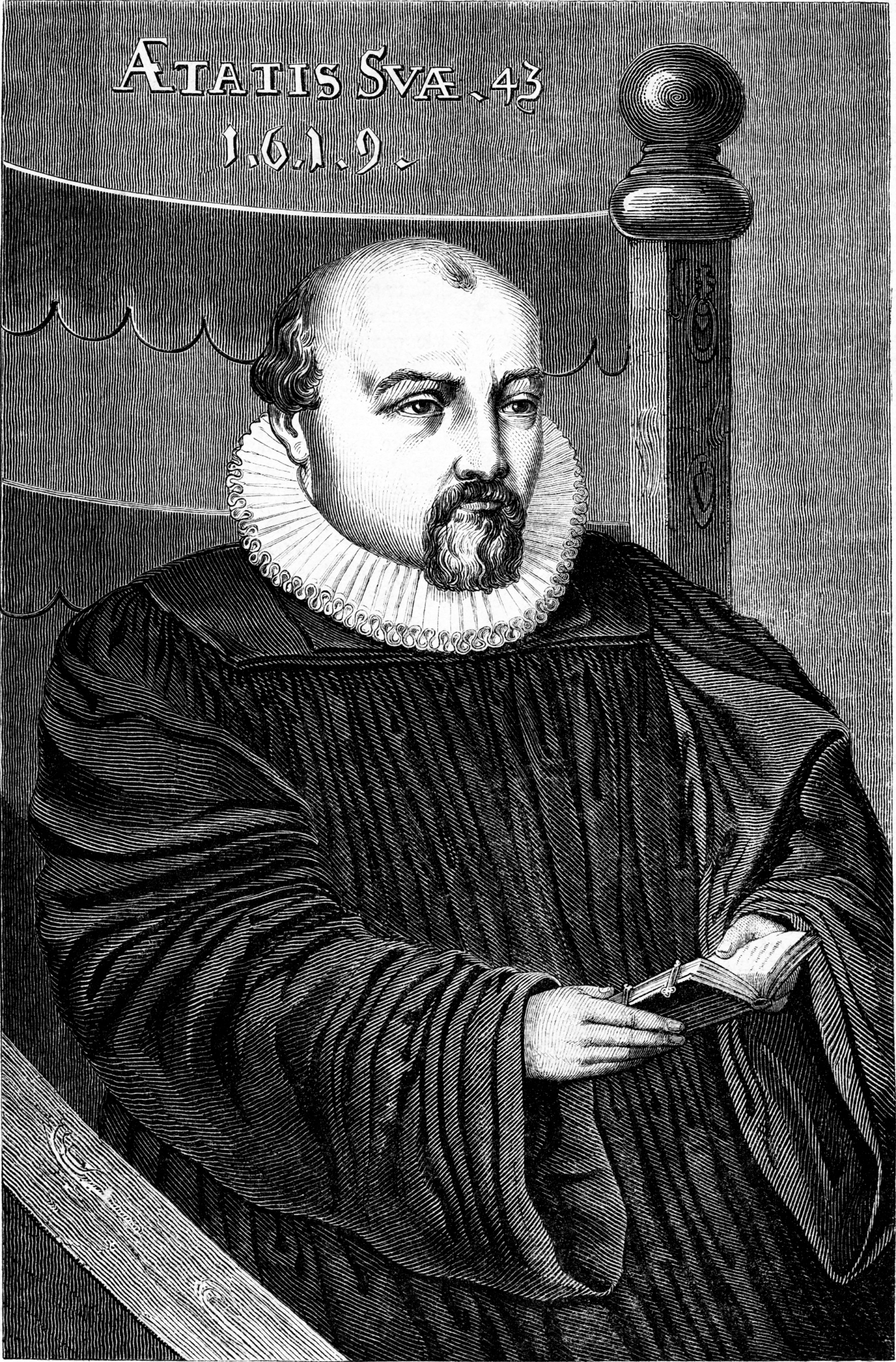
Portretgravure op 43-jarige leeftijd (1619)

Salomon de Caus of de Caux (Dieppe, ca. 1576 – Parijs, februari 1626) was een Frans renaissancegeleerde, natuurkundige, tuinarchitect en ingenieur. Hij was gespecialiseerd in hydraulische werken en automaten voor de tuinen van vorsten en aristocraten. Zijn voornaamste realisaties creëerde hij in Brussel, Londen, Heidelberg en Parijs. Hij publiceerde hierover diverse boeken, naast andere over muziek en zonnewijzers.

## Leven
De Caus werd geboren in het Normandische Pays de Caux in een familie van hugenoten. Over zijn studies is niets bekend, behalve dat hij een brede belangstelling had en een bijzonder talent voor mechanica. Ongetwijfeld heeft hij een opleiding gevolgd in Italië, waar hij in 1595 naartoe reisde. Er wordt gespeculeerd dat hij misschien student was aan de academie van Bernardo Buontalenti in Florence. In Italië zag hij de verbluffende Tivolituinen van Villa d'Este en die van Villa di Pratolino. 
In 1597 verscheen De Caus als ingenieur aan het aartshertogelijk hof van Brussel. Tot 1610 zou hij werken voor Albrecht en Isabella, al is niet helemaal duidelijk of hij al die tijd permanent in Brussel verbleef. Hij ontmoette er in elk geval zijn vrouw Esther Picart, met wie hij in 1606 trouwde. In die tijd werd de Warande verfraaid met waterspelen, waarvoor een gesofisticeerde watertoevoer werd aangelegd (Fonteinmolen, Watertoren). De Caus lijkt zich niet zozeer op dat laatste aspect te hebben toegelegd, als wel op de fonteinen, artificiële grotten en automaten. Vanaf 1608 werd hij ook belast met inrichtingen in de tuinen van Mariemont. 
In het najaar van 1610 vertrok hij naar Engeland. Mogelijk speelde zijn protestantse geloof hem parten, of wellicht was hij gefrustreerd over zijn rivalen en het gebrek aan middelen. Ook zat het hem hoog dat de prins van Condé met een dronken gezelschap zijn Brusselse tuinfontein had beschadigd.
In Engeland trad De Caus in dienst van prins Hendrik Frederik Stuart, aan wie hij reeds enige tijd lessen per correspondentie verstrekte. Hij nam zijn intrek in Richmond Palace, waarvan hij de tuinen aanpakte. Robert Cecil contracteerde hem voor drie fonteinen in Hatfield House, maar slechts de Neptunusfontein is vermoedelijk gerealiseerd. In opdracht van koningin Anna van Denemarken ontwierp hij een Parnassusberg voor Somerset House en een vergulde fontein voor Greenwich Palace. In zijn Engelse periode publiceerde hij ook zijn eerste boek, La perspective (1612). Maar datzelfde jaar verloor hij zijn patronage door het overlijden van Cecil en van zijn broodheer Hendrik Stuart.
De Caus gaf sinds enige tijd tekenles aan diens zuster Elizabeth Stuart en werd door haar in dienst genomen. Ze was pas getrouwd met keurvorst Frederik V van de Palts en verhuisde naar Duitsland. Daar kreeg De Caus de gelegenheid meer te worden dan een fonteinontwerper en hydraulisch ingenieur. Hoewel hij altijd al belangstelling had getoond voor theorie en tuinontwerp, kon hij die nu ook ontplooien, zodat van een tweede periode in zijn loopbaan kan worden gesproken. Te Frankfurt verscheen zijn boek Raisons des forces mouvantes (1615), waarin hij ook enkele bladzijden over stoomkracht opnam. Vanaf circa 1614 wijdde hij zich aan de tuinen van Schloss Heidelberg en toonde hij zich een meester in het samenbrengen van esthetiek en functionaliteit. Onder de auspiciën van keurvorst Frederik bracht hij in 1620 een boek uit over deze Hortus Palatinus, maar in datzelfde jaar dwongen ontwikkelingen in de Dertigjarige Oorlog de keurvorst te vluchten. Het kasteel werd beschadigd en in de volgende decennia volgde nog meer verwoesting, die weinig overliet van de befaamde tuinen.
Na een kort oponthoud in Stuttgart koos De Caus voor een terugkeer naar zijn vaderland. Koning Lodewijk XIII stelde hem aan tot architecte et ingénieur du roi. In die functie kwam zijn veelzijdigheid nog meer aan de oppervlakte, met onder meer ontwerpen voor bruggen in Rouen en Villeneuve-lès-Avignon, kaarten van de wereld, Frankrijk en Parijs, en een saneringsplan voor Parijs. Tot uitvoering kwam het echter niet. Hij stierf op vrij jonge leeftijd en werd op 28 februari 1626 begraven op het protestantse deel van de begraafplaats van La Trinité.

## Stoomkracht
In het stoomtijdperk werd De Caus 'herontdekt' door François Arago en andere Franse wetenschappers die een pioniersrol voor hun land opeisten. Ze schreven hem (onterecht) de uitvinding van de stoommachine toe. Zijn Raisons des forces mouvantes (1615) bevatte weliswaar een beschrijving van een pomp op stoomkracht, maar dat was geen eigenlijke stoommachine en het was ook geen 'primeur': vijftien jaar eerder had Giambattista della Porta al een dergelijk mechanisme gepubliceerd. Nog bonter werd het toen Henri Berthoud in 1834 een vervalste brief publiceerde die De Caus aanwees als de uitvinder van een gemotoriseerde koets. Er volgde een hele hype met toneelstukken en schilderijen, alvorens de vervalsing in 1861 definitief werd ontmaskerd. Maar op dat moment was het geloof in De Caus' uitvinderschap al zo ingeworteld dat zelfs de bekentenis van Berthoud niet meer volstond om het volledig weg te nemen.

## Publicaties
- La perspective avec la raison des ombres et miroirs (1612)
- Institution harmonique (1615)
- Les raisons des forces mouvantes avec diverses machines tant utiles que plaisantes (1615)
- Hortus Palatinus a Friderico Rege Boemiae electore palatino Heidelbergae exstructus (1620), uitgegeven in een Franse en een Duitse (vertaalde) editie
- La pratique et démonstration des horloges solaires (1624)

## Moderne vertalingen
- Von Gewaltsamen bewegungen. Beschreibung etlicher, so wol nützlichen alls lustigen Machiner, Hannover, Vincentz, 1977
- Le jardin palatin. Hortus palatinus, Parijs, 1981

## Voetnoten
1. ↑  Luke Morgan, Nature as Model. Salomon de Caus and Early Seventeenth-Century Landscape Design, 2007, p. 37
2. ↑  Chloé Deligne, "L'eau dans les Jardins du Palais du Coudenberg à Bruxelles. Innovation technologique et dynamiques urbaines (1600-1850)" in: Histoire urbaine, 2005, nr. 14, p. 135. DOI:10.3917/rhu.014.0131
3. ↑  Luke Morgan, Nature as Model. Salomon de Caus and Early Seventeenth-Century Landscape Design, 2007, p. 34
4. ↑  Chloé Deligne, "L'eau dans les Jardins du Palais du Coudenberg à Bruxelles. Innovation technologique et dynamiques urbaines (1600-1850)" in: Histoire urbaine, 2005, nr. 14, p. 137. DOI:10.3917/rhu.014.0131
5. ↑  Luke Morgan, Nature as Model. Salomon de Caus and Early Seventeenth-Century Landscape Design, 2007, p. 71
6. ↑  Luke Morgan, Nature as Model. Salomon de Caus and Early Seventeenth-Century Landscape Design, 2007, p. 64
7. ↑  Jean-Arcady Meyer, Dei ex Machinis, vol. II, De Salomon de Caus à Johann Nepomuk Maelzel, 2015